# L'Agriculture nouvelle

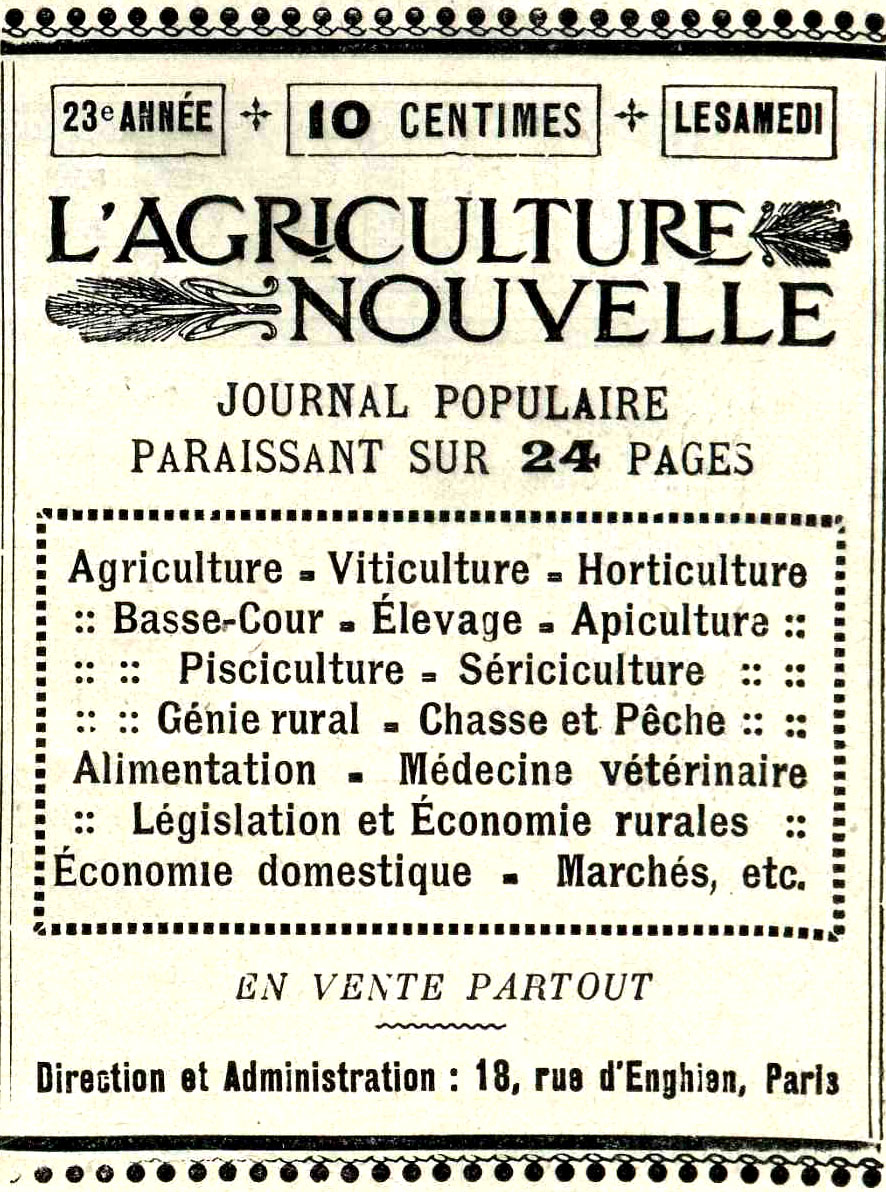
Publicité dans Le Miroir (1914)

L'Agriculture nouvelle est un ancien périodique français, le supplément agricole du Petit Parisien.

## Historique
Le journal a été créé le 25 avril 1891 et est domicilié au 18, rue d'Enghien dans le 10e arrondissement de Paris, au siège de la Société des éditions du Petit Parisien, à une époque où la France compte 24 millions d'exploitants agricoles, soit 63 % de la population active.
En 1914 il paraissait chaque samedi et comportait 24 pages. Il était vendu 10 centimes.
En 1934 il paraissait le 2e et 4e samedi de chaque mois et comportait 36 pages de textes et de gravures. Le numéro coûtait 75 centimes.
À partir de 1939, il paraît avec Le Fermier agricole qui remplaça L'Agriculture nouvelle début 1941.